# Памятник М. П. Кирпоносу (Чернигов)
Памятник М. П. Кирпоносу — памятник монументального искусства местного значения в Чернигове. В 2018 году в связи реконструкцией Аллеи Героев был перенесён на временное хранение на территорию КП «Спецкомбинат КПО», но к 2021 году не был установлен.

## История
Решением исполкома Черниговского областного совета народных депутатов от 04.04.1983 № 176 присвоен статус памятник монументального искусства местного значения с охранным № 2010 под названием Памятник М. П. Кирпоносу (1892-1941) — Герою Советского Союза, советскому военному деятелю, генерал-полковнику.
Приказом Департамента культуры и туризма, национальностей и религий Черниговской областной государственной администрации от 07.06.2019 № 223 для памятника принято название Памятник Герою Советского Союза М. Кирпоносу.
Был расположен в «комплексной охранной зоне памятников исторического центра города», согласно правилам застройки и использования территории.
25 апреля 2018 года памятник был подвержен акту вандализма: облит красной краской. 
В 2018 году в связи реконструкцией Аллеи Героев был перенесён на временное хранение на территорию КП «Спецкомбинат КПО», но к 2021 году не был установлен. 

## Описание
В 1981 году на Аллее Героев — напротив дома № 15 улицы Ленина — был установлен памятник в честь Героя Советского Союза, уроженца Черниговщины Михаила Петровича Кирпоноса. С 1978 года одна из улиц Чернигова носит название в честь Михаила Кирпоноса.
Памятник представляет из себя бронзовый бюст высотой 1,67 м, установленный на постаменте из чёрного полированного гранита (3,2 м × 0,4 м × 0,8 м), который опирается на небольшую гранитную плиту. На передней плоскости постамента высечены надписи «Кирпонос Михайло Петрович» «1892-1941», на левом торце внизу (заглавными): «Визначний радянський військовий діяч, генерал-полковник герой радянського союзу» («Выдающиеся советский военный деятель, генерал-полковник герой советского союза»). 
Авторы: скульптор — Народный художник УССР А. П. Скобликов, архитектор — О. И. Зайцев, В. М. Устинов.